# Felipe Arrese y Beitia
Felipe Arrese Beitia (Otxandio, 25 de maig de 1841 - Otxandio, 16 de gener de 1906) va ser un escriptor en euskara basc. Als 13 anys marxà a Vitòria a aprendre dibuix i més tard es feu escultor. Autor molt prolífic d'impetuós i ric vocabulari, només conreà la poesia. Lloat per Marcelino Menéndez Pelayo, col·laborà en moltes revistes basques. Guanyà el premi Elizondo amb la seva obra més popular Ama euskeriari azken agurrak ("Els darrers adéus a la llengua mare basca" en català) on es planyia per una imminent desaparició de la llengua basca. Participà en tots els jocs florals en euskera. Es va fer una recopilació de la seva obra que inclou 27.000 versos.

## Obra
- Ama euskeriaren liburu kantaria. (1900, José Astuy)
- Asti-orduetako. Bertsozko Lanak (1902, José Astuy)
- Olerki sorta bat (1988, EEE - Elkar)
- Olerki sortatzua (1930, Jaungoiko-Zale)
- Olerkiak (1957, Euskaltzaindia)
- Olerkiak. 1: Uzkurtz-gayak (1919, Ausin).
- Bizkaitar zaharrak eta erromatarrak (1883).
- Diccionario Manual Bascongado y Castellano y elementos de la gramática (1884).